# Chondropetalum marlothii
Chondropetalum marlothii là một loài thực vật có hoa trong họ Restionaceae. Loài này được (Pillans) Pillans mô tả khoa học đầu tiên năm 1928.